# Paul Chet Greene

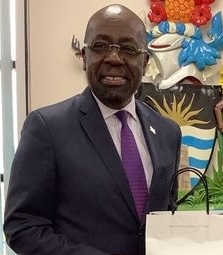
Paul Chet Greene (2022)

Everly Paul Chet Greene (* 1964 in Liberta) ist ein aus Antigua und Barbuda stammender Politiker der Antigua Labour Party. Seit 2014 gehört er dem Repräsentantenhaus an.

## Familie und Ausbildung
Geboren wurde Greene als fünftes von sechs Kindern von Joseph and Areril Greene. Seine schulische Ausbildung erhielt er an der Liberta Primary School und der All Saints Secondary School. Sein Studium der Sportverwaltung absolvierte er an der Universität Poitiers. Er ist verheiratet und Vater von zwei Söhnen und drei Töchtern.

## Werdegang
Greene ist Inhaber mehrerer Bäckereien in seiner Heimatstadt und auf Barbuda. Der breiten Öffentlichkeit wurde er zunächst als Sportfunktionär bekannt. So arbeitete er im Sportministerium seines Heimatlandes und war Vorsitzender der Antigua and Barbuda Olympic Association. Auch war er als Generalsekretär der Antigua and Barbuda Football Association in der FIFA aktiv. Im Rahmen dieses Engagements geriet er in Verruf, als bekannt wurde, dass Eintrittskarten für die Fußballweltmeisterschaft 1998 und der Fußballweltmeisterschaft 2002 aus dem Kontingent der Antigua and Barbuda Football Association auf dem Schwarzmarkt zum Verkauf angeboten wurden. Bei den Unterhauswahlen 2009 stellte ihn seine Partei als Kandidat im Wahlkreis auf. Er unterlag jedoch gegen Eleston Montgomery Adams, den Kandidaten der United Progressive Party. Bei den Wahlen 2014 setzte er sich dann mit 59,28 % der Stimmen gegen den Amtsinhaber durch. Im Kabinett von Premierminister Gaston Browne fungiert Greene als Minister für Handel, Industrie, Sport, Kultur und Nationale Feierlichkeiten.